# 노스리지 지진

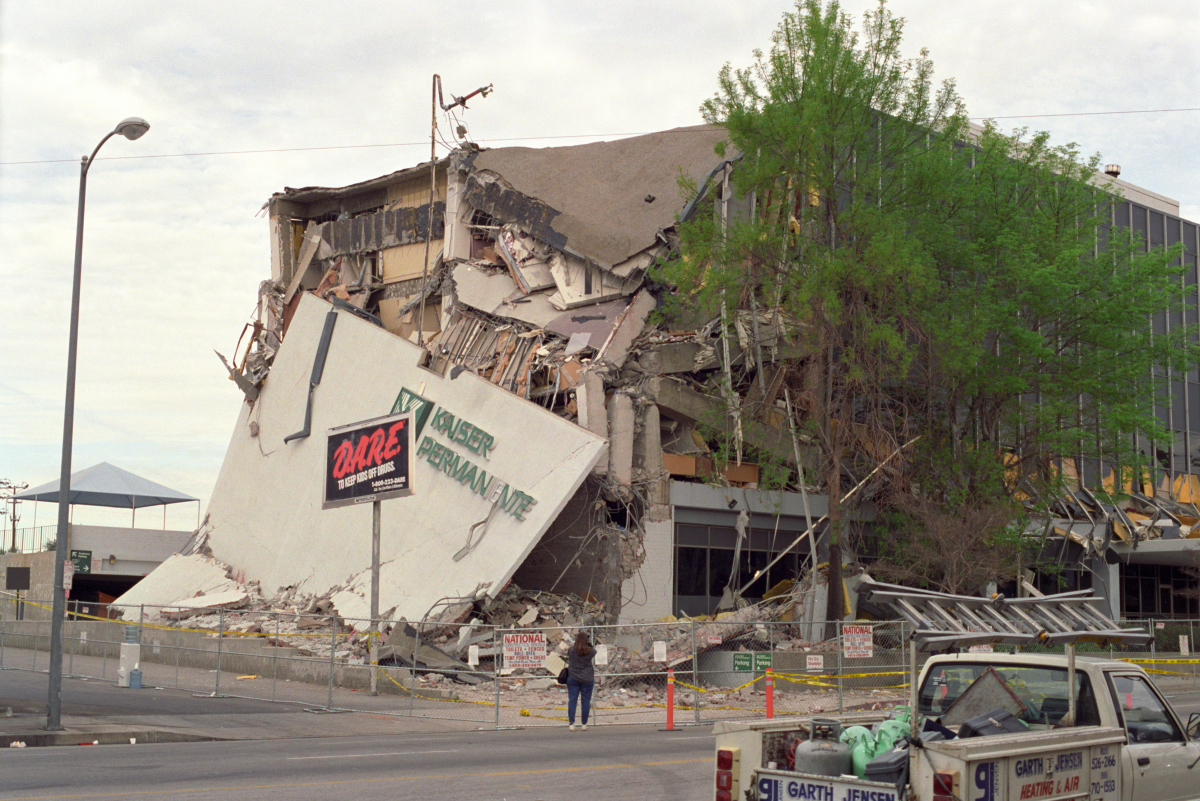
지진에 의한 피해

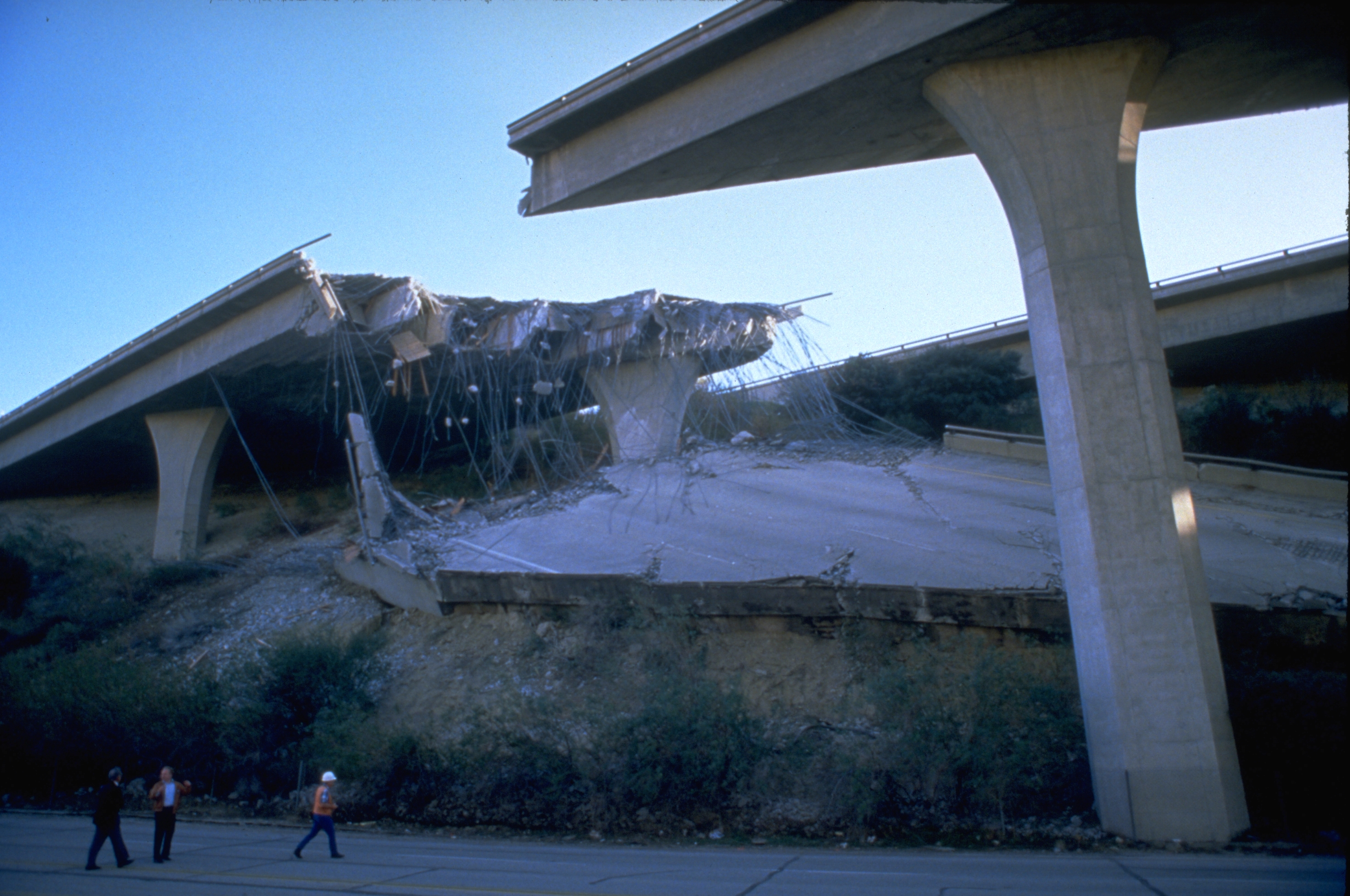
지진에 의한 피해

노스리지 지진 (Northridge earthquake) 은 1994년 1월 17일에 미국 캘리포니아주의 로스앤젤레스에서 발생한 지진이다. 지진 규모는 Mw6.7. 이 지진으로 60여명이 숨졌고, 5000여명이 다쳤다.

## 같이 보기
- 2019년 리지크레스트 지진
- 미국의 지진 목록